# Molorchus pinivora
Molorchus pinivora is een keversoort uit de familie van de boktorren (Cerambycidae). De wetenschappelijke naam van de soort werd voor het eerst geldig gepubliceerd in 1980 door Takakuwa & Ikeda.